# Gwiazdówko
Gwiazdówko [ɡvjazˈdufkɔ] là một ngôi làng thuộc khu hành chính của Gmina Sławno, thuộc huyện Sławieński, Zachodniopomorskie, ở phía tây bắc Ba Lan. Nó nằm khoảng 8 kilômét (5 mi)  phía đông nam Sławno và 175 km (109 mi) về phía đông bắc của thủ đô khu vực Szczecin.
Trước năm 1945, khu vực này là một phần của Đức. Đối với lịch sử của khu vực, xem Lịch sử của Pomerania.